# Мендитеги, Карлос
Ка́рлос Мендите́ги (исп. Carlos Menditeguy, 10 августа 1915, Буэнос-Айрес — 27 апреля 1973, Буэнос-Айрес) — аргентинский автогонщик, пилот Формулы-1, выступавший в основном в Гран-при Аргентины.

## Биография
Карлос Мендитеги родился 10 августа 1915 в Буэнос-Айресе. Он был игроком в поло. В автоспорте Карлос дебютировал в 1951 на Кубке Перона за рулём Alfa Romeo. 

Дебют Мендитеги в Формуле-1 состоялся на Гран-при Аргентины 1953 года. Он выступал за Gordini. Стартовав с 10 места, Мендитеги не добрался до финиша. В 1954 пилот вновь принял участие в Гран-при Аргентины в составе частной команды Онофре Маримона, но не смог стартовать из-за проблем с двигателем. 

В 1955 Карлос Мендитеги стал пилотом заводской команды Maserati. На Гран-при Италии 1955 года аргентинец набрал свои первые очки в Формуле-1 за 5 место. Мендитеги лидировал в Гран-при Аргентины 1956 года, но сошёл с дистанции. Карлос Мендитеги выиграл 1000 километров Буэнос-Айреса 1956 вместе со Стирлингом Моссом. В 1957 Карлос единственный раз в карьере пришёл на подиум Формулы-1, заняв третье место в Гран-при Аргентины. В Гран-при Монако 1957 года Мендитеги попал в аварию и сломал нос. Затем он принял участие в Гран-при Франции и Великобритании, но не финишировал по техническим причинам. По итогам сезона 1957 Формулы-1 Карлос Мендитеги занял 14 место. 

Впоследствии Мендитеги участвовал в Гран-при Аргентины в 1958 и 1960. В своей последней гонке Формулы-1 пилот занял четвёртое место за рулём Cooper. 

Карлос Мендитеги умер 28 апреля 1973 года.

## Таблица результатов в Формуле-1
| Легенда к таблице |                                                                    |
| --- | ------------------------------------------------------------------ |
| В таблице перечислены результаты всех Гран-при Формулы-1, в которых принимал участие гонщик. Строками таблицы являются сезоны, столбцами — этапы чемпионата мира. В каждой клетке указаны сокращённое название этапа и результат, дополнительно обозначенный цветом. Расшифровка обозначений и цветов представлена в нижеследующей таблице. |                                                                    |
| \| Пример \| Описание \| \| ------------ \| ------------------------------------------------------------------ \| \| 1 \| Победитель \| \| 2 \| Второе место \| \| 3 \| Третье место \| \| 5 \| Финишировал, заработав очки \| \| Сход \| Не финишировал, но при этом заработал очки \| \| 12 \| Финишировал, не получив очков \| \| НКЛ \| Финишировал, но не попал в финальную классификацию \| \| 15 \| Участвовал вне зачёта, либо по отдельной классификации \| \| 18 \| Не финишировал, но попал в финальную классификацию \| \| Сход \| Не финишировал \| \| НКВ \| Не прошёл квалификацию \| \| НПКВ \| Не прошёл предквалификацию \| \| ДСК \| Дисквалифицирован \| \| ИСК \| Исключён из протокола соревнований \| \| ТТ \| Заявлен для участия только в тренировках \| \| НС \| Участвовал в квалификации, но не стартовал в гонке \| \| Т \| Травмирован или болен \| \| ОТК \| Отказ от участия \| \| НТР \| Прибыл на соревнования, но на трассу не выезжал \| \| НПР \| Был заявлен в числе участников, но не прибыл к началу соревнований \| \| О \| Соревнования отменены \| \| \| Не участвовал \| \| Поул-позиция \| \| \| Быстрый круг \| \| |                                                                    |
| Пример | Описание                                                           |
| 1 | Победитель                                                         |
| 2 | Второе место                                                       |
| 3 | Третье место                                                       |
| 5 | Финишировал, заработав очки                                        |
| Сход | Не финишировал, но при этом заработал очки                         |
| 12 | Финишировал, не получив очков                                      |
| НКЛ | Финишировал, но не попал в финальную классификацию                 |
| 15 | Участвовал вне зачёта, либо по отдельной классификации             |
| 18 | Не финишировал, но попал в финальную классификацию                 |
| Сход | Не финишировал                                                     |
| НКВ | Не прошёл квалификацию                                             |
| НПКВ | Не прошёл предквалификацию                                         |
| ДСК | Дисквалифицирован                                                  |
| ИСК | Исключён из протокола соревнований                                 |
| ТТ | Заявлен для участия только в тренировках                           |
| НС | Участвовал в квалификации, но не стартовал в гонке                 |
| Т | Травмирован или болен                                              |
| ОТК | Отказ от участия                                                   |
| НТР | Прибыл на соревнования, но на трассу не выезжал                    |
| НПР | Был заявлен в числе участников, но не прибыл к началу соревнований |
| О | Соревнования отменены                                              |
| | Не участвовал                                                      |
| Поул-позиция |                                                                    |
| Быстрый круг |                                                                    |

| Сезон | Команда                   | Шасси           | Двигатель            | Ш | 1        | 2        | 3   | 4        | 5        | 6   | 7     | 8   | 9   | 10  | 11  | Место | Очки |
| ----- | ------------------------- | --------------- | -------------------- | - | -------- | -------- | --- | -------- | -------- | --- | ----- | --- | --- | --- | --- | ----- | ---- |
| 1953  | Equipe Gordini            | Gordini Type 16 | Gordini 20 2,0 L6    | Е | АРГ Сход | 500      | НИД | БЕЛ      | ФРА      | ВЕЛ | ГЕР   | ШВА | ИТА |     |     | —     | 0    |
| 1954  | Onofre Marimón            | Maserati A6 GCM | Maserati 250F 2,5 L6 | P | АРГ НС   | 500      | БЕЛ | ФРА      | ВЕЛ      | ГЕР | ШВА   | ИТА | ИСП |     |     | —     | 0    |
| 1955  | Officine Alfieri Maserati | Maserati 250F   | Maserati 250F 2,5 L6 | P | АРГ Сход | МОН      | 500 | БЕЛ      | НИД      | ВЕЛ | ИТА 5 |     |     |     |     | 19    | 2    |
| 1955  | Officine Alfieri Maserati | Maserati 250F   | Maserati 250F 2,5 L6 | P | АРГ Сход |          |     |          |          |     |       |     |     |     |     | 19    | 2    |
| 1956  | Officine Alfieri Maserati | Maserati 250F   | Maserati 250F 2,5 L6 | P | АРГ Сход | МОН      | 500 | БЕЛ      | ФРА      | ВЕЛ | ГЕР   | ИТА |     |     |     | —     | 0    |
| 1957  | Officine Alfieri Maserati | Maserati 250F   | Maserati 250F 2,5 L6 | P | АРГ 3    | МОН Сход | 500 | ФРА Сход | ВЕЛ Сход | ГЕР | ПЕС   | ИТА |     |     |     | 14    | 4    |
| 1958  | Scuderia Sud Americana    | Maserati 250F   | Maserati 250F 2,5 L6 | P | АРГ 7    | МОН      | НИД | 500      | БЕЛ      | ФРА | ВЕЛ   | ГЕР | ПОР | ИТА | МАР | —     | 0    |
| 1960  | Scuderia Centro Sud       | Cooper T51      | Maserati 250F 2,5 L4 | D | АРГ 4    | МОН      | 500 | НИД      | БЕЛ      | ФРА | ВЕЛ   | ПОР | ИТА | США |     | 19    | 3    |